# Ґрабово (Ілавський повіт)
Ґрабово (пол. Grabowo, нім. Grabau) — село в Польщі, у гміні Любава Ілавського повіту Вармінсько-Мазурського воєводства.
Населення — 683 особи (2011).

## Демографія
Демографічна структура станом на 31 березня 2011 року:
|          | Загалом | Допрацездатний вік | Працездатний вік | Постпрацездатний вік |
| -------- | ------- | ------------------ | ---------------- | -------------------- |
| Чоловіки | 341     | 96                 | 218              | 27                   |
| Жінки    | 342     | 94                 | 188              | 60                   |
| Разом    | 683     | 190                | 406              | 87                   |